# Машинско-електротехничка школа Бор
Машинско-електротехничка школа у Бору наследник је школе основане 1948. године, када је и започео процес индустријског образовања ученика, углавном металске и електротехничке струке.

## Оснивање и историјат школе
Тадашња Индустријска школа „Иво Лола Рибар” прераста у школу са практичном обуком, где се практична настава из погона Рударско-топионичарског басена Бор измешта у специјализовану школску радионицу 1958. године и реализује под руководством инструктора и наставника.
Школа са практичном обуком трансформише се 1967. године у јединствени Школски центар за стручно образовање и усавршавање кадрова (званично основан 21. октобра 1968. године од стране тадашњег Републичког секретаријата за образовање и културу), а Машинско-електротехничка школа, као организациона јединица Школског центра, пресељава се у данашњу зграду, зграду бивше касарне. Школа је отворила истурена одељења у Мајданпеку и Неготину, која касније прерастају у самосталне техничке школе, Школски центар даје изузетан допринос развоју средњег стручног образовања на територији данашњег Борског округа.
Скупштина општине Бор, 6. фебруара 1970. године, оснива Технички школски центар са шест организационих јединица, од којих је једна Електро-машинска школа за образовање квалификованих радника и техничара металске, машинске и електротехничке струке.

## Школа сада
Машинско-електротехничка школа Бор обезбеђује:
- квалитетан образовно-васпитни рад, као резултат примене савремене наставне технологије и успешног и делотворног повезивања искуства старијих и ентузијазма младих наставника (од којих су многи бивши ученици ове школе);
- велику могућност избора занимања у разгранатој мрежи образовних профила, у трогодишњем или четворогодишњем трајању, у свим подручјима рада (електротехника, машинство и обрада метала, саобраћај);
- изузетно повољне услове за стицање практичних знања и вештина у самој школи (ученичким радионицама, лабораторијама, рачунарским и мултимедијалним кабинетима);
- све већи број огледних образовних профила, кроз модуларни концепт, пружа могућност ученицима да се искажу као креативни учесници у реализацији различитих облика образовно-васпитног рада;
- репрезентативни објекат фискултурне сале (једна велика и две мале сале укупне површине 1.320 квадратних метара), са одговарајућом опремом и спортским реквизитима, пружа идеалне услове за реализацију наставе физичког васпитања, као и за разноврсне спортске активности и такмичења;
- ауто-школа (Центар за обуку возача свих категорија) обезбеђује високи квалитет извођења практичне наставе у оквиру саобраћаја као подручја рада, али и изузетно повољне услове обуке свих наших ученика за полагање возачког испита;
- могућност доквалификације, преквалификације и стицања специјалистичког образовања;
- ђачка задруга омогућује заинтересованим ученицима да, уз помоћ наставника, израдом одређених производа и вршењем услуга, обезбеде додатна финансијска средства, која се најчешће користе за помоћ социјално угроженим ученицима, реализацију екскурзија и сл;
- ђачка књижара у просторијама Школе, под повољним условима, неопходан прибор за наставу.